# Chromit
Chromit – minerał z grupy tlenków, zaliczany do grupy spineli chromowych.
Nazwa pochodzi od składu chemicznego minerału, którego głównym składnikiem jest chrom; gr. khroma (chroma) = kolor, barwa (W Haidinger – 1845 r.). Minerał pospolity, szeroko rozpowszechniony. Jeden z pierwszych minerałów, które wyodrębniają się w procesie różnicowania magmy.

## Właściwości
Rzadko tworzy prawidłowo wykształcone, niewielkie kryształy, przyjmujące prawie wyłącznie postać ośmiościanu. Występuje w skupieniach ziarnistych i zbitych, niekiedy występuje w formie brył lub gniazd.
Jest twardy, stosunkowo ciężki, kruchy, nieprzezroczysty. Czasami wykazuje słabe właściwości magnetyczne. Często zawiera domieszki: żelaza, glinu, magnezu, manganu, cynku. Tworzy kryształy mieszane z magnesiochromitem oraz spinelem.

## Występowanie
Występuje w zasadowych skałach magmowych (perydotytach, gabrach) oraz w serpentynitach. Zwykle towarzyszy mu oliwin, bądź minerały z grupy serpentynitu. Bardzo często współwystępuje z magnesiochromitem, magnetytem, uwarowitem – (granat chromowy). Na wtórnym złożu bywa spotykany w piaskach i żwirach.
Miejsca występowania: Zimbabwe, RPA, Rosja, Turcja, USA, Rumunia, Norwegia.
W Polsce – w okolicach Góry Ślęży i Ząbkowic Śląskich (najczęściej występuje w serpentynitach).

## Zastosowanie
Najważniejsze źródło otrzymywania chromu (przemysł metalurgiczny: stal chromowa, stopy z żelazem i niklem). Używany w przemyśle farbiarskim, garbarskim, włókienniczym, szklarskim i materiałów ogniotrwałych. Używany jako środek antykorozyjny (chromowanie). Ma znaczenie naukowe (jako wskaźnik genezy skał) i kolekcjonerskie (najpiękniejsze okazy pochodzą z Namibii).